# رابرت لی مور
رابرت لی مور (انگلیسی: Robert Lee Moore؛ ۱۴ نوامبر ۱۸۸۲ – ۴ اکتبر ۱۹۷۴) ریاضی‌دان آمریکایی بود که سال‌های متمادی در دانشگاه تگزاس در آستین درس داد. وی برای کارهایش در توپولوژی عمومی، برای شیوه مور در تدریس ریاضیات دانشگاهی و برای رفتار نژادپرستانه با دانشجویان ریاضی آفریقایی-آمریکایی شناخته شده است.
سابقه او به‌عنوان معلم ریاضیات به‌دلیل رفتار نژادپرستانه او نسبت به شاگردان سیاهپوست لکه‌دار شده است. بیشتر دوران حرفه‌ای مور در منطقه‌ای از ایالات متحده که از نظر نژادی تفکیک شده بود، سپری شد. دانشجویان آفریقایی-آمریکایی حتی تا اواخر دهه ۱۹۵۰ از ثبت نام در دانشگاه تگزاس منع شده بودند و خود او شدیداً طرفدار تبعیض نژادی بود.

## کتابشناسی
- Parker, John, 2005. R. L. Moore: Mathematician and Teacher. Mathematical Association of America. ISBN 0-88385-550-X.